# 数列の極限
| n   | n sin 1/n |
| --- | --------- |
| 1   | 0.841471  |
| 2   | 0.958851  |
| …   | …         |
| 10  | 0.998334  |
| …   | …         |
| 100 | 0.999983  |

単位円に外接する正 n 角形の周長によって与えられる数列は円周長に等しい極限すなわち極限 2πr を持つ。内接する多角形に対応する数列も同じ極限を持つ。

正整数 n が大きくなるにつれて、値 n ⋅ sin1/n は 1 にいくらでも近くなる。「数列 n ⋅ sin1/n の極限は 1 である」という。
数学において、数列や点列の極限（英: limit of a sequence）は数列や点列の項が「近づく」値である。そのような極限が存在すれば、その列は収束する (convergent) と言われる。収束しない列は発散する (divergent) と言われる。点列の極限は解析学のすべての基本である。
極限は任意の距離空間や位相空間で定義できるが、普通まず実数の場合に出会う。

## 歴史
ギリシアの哲学者ゼノンはパラドックスの定式化で有名である。
レウキッポス、デモクリトス、アンティポン、エウドクソス、アルキメデスは、面積や体積を決定するために近似値の無限列を用いる取り尽くし法を発展させた。アルキメデスは現在では幾何級数と呼ばれるものを計算することに成功した。
ニュートンは以下に関する彼の仕事で級数を扱った：Analysis with infinite series (written in 1669, circulated in manuscript, published in 1711), Method of fluxions and infinite series (written in 1671, published in English translation in 1736, Latin original published much later) and Tractatus de Quadratura Curvarum (written in 1693, published in 1704 as an Appendix to his Optiks) 。後の仕事では、ニュートンは (x + o)n の二項展開を考え、極限を取る（o → 0 とする）ことによって線型化した。
18世紀には、レオンハルト・オイラーのような数学者はいくつかの発散級数の和を求めることに正しい瞬間で止めることによって成功した；彼らは極限が存在するかどうかはそれが計算できる限りそれほど注意を払わなかった。世紀の終わりに、ラグランジュは彼の Théorie des fonctions analytiques (1797) で厳密さの欠如が解析学のさらなる発展を阻害すると述べた。ガウスは超幾何級数の彼の研究 (1813) において初めてどのような条件下で級数が極限に収束するかを厳密に研究した。
極限の現代的な定義（任意の ε に対して、ある N が存在して、……）はベルナルト・ボルツァーノ (Der binomische Lehrsatz, Prague 1816, little noticed at the time) とカール・ワイエルシュトラスによって1870年代に与えられた。

## 実数

収束列 (an) のプロットが青で示されている。視覚的に数列が n が増大するときに極限 0 に収束することが分かる。

実数において、数 L が数列 (xn) の極限であるとは、数列の数が L にどんどん近づき、他の数には近づかないことをいう。

### 例
- ある定数 c について xn = c ならば、xn → c である[証明 1]。
- xn = 1/n ならば、xn →  0 である[証明 2]。
- n が偶数のときには xn = 1/n で、n が奇数のときには xn = 1/n2 ならば、xn → 0 である。（n が奇数のときにはいつでも xn+1 > xn であるという事実は無関係である。）
- 任意の実数が与えられたとき、その数に収束する数列を、十進近似を取ることによって、容易に構成できる。例えば、列 0.3, 0.33, 0.333, 0.3333, … は 1/3 に収束する。十進表現 0.3333… は、

{\displaystyle 0.3333\cdots \triangleq \lim _{n\to \infty }\textstyle \sum \limits _{i=1}^{n}{\dfrac {3}{10^{i}}}}
で定義される。前の列の極限であることに注意。
- 数列の極限を見つけることは必ずしも明らかではない。2つの例は {\displaystyle \lim _{n\to \infty }\left(1+{\frac {1}{n}}\right)^{n}}（極限は e である）と算術幾何平均である。はさみうちの原理はそのような場合にしばしば有用である。

### 正式な定義
x が数列 (xn) の極限であるとは、以下の条件が成り立つことをいう：
任意の実数 ε > 0 に対して、ある自然数 N が存在して、任意の自然数 n > N に対して、|xn − x| < ε が成り立つ。
一階述語論理を用いて形式的に表すと、
{\displaystyle (\forall \varepsilon >0)(\exists N\in \mathbb {N} )(\forall n\in \mathbb {N} )[n>N\implies |x_{n}-x|<\varepsilon ]}
となる。言い換えると、任意の近さの度合い ε に対して、数列の項はやがて極限にそれだけ近くなる。数列 (xn) は極限 x に収束するといわれ、xn → x あるいは {\displaystyle \lim _{n\to \infty }x_{n}=x} と書かれる。
数列がある極限に存在すれば、それは収束列であり、そうでなければ発散列である。
実数列 (xn) が収束するのは上極限 {\displaystyle \limsup _{n\to \infty }x_{n}} と下極限 {\displaystyle \liminf _{n\to \infty }x_{n}} が存在して、かつ一致することとも同値である。逆に {\displaystyle \limsup _{n\to \infty }x_{n}} と {\displaystyle \liminf _{n\to \infty }x_{n}} が存在しても一致しないか、あるいはどちらかが存在しない（= ±∞）とき (xn) は発散する。

### 性質
数列の極限は通常の算術について良く振る舞う。an → a, bn → b ならば、an + bn → a + b, anbn → ab であり、b もどの bn も 0 でなければ、an/bn → a/b である。
任意の連続関数 f に対して、xn → x のとき f(xn) → f(x) である。実は、任意の実数値関数 f について、f が連続であることと数列の極限を保つことは同値である（がこれはより一般の連続性の概念を用いるときには必ずしも正しくない）。
実数列の極限のいくつかの他の重要な性質の中には以下がある。
- 数列に対してその極限が定まればそれは一意である。
- {\displaystyle \lim _{n\to \infty }(a_{n}\pm b_{n})=\lim _{n\to \infty }a_{n}\pm \lim _{n\to \infty }b_{n}}
- {\displaystyle \lim _{n\to \infty }ca_{n}=c\lim _{n\to \infty }a_{n}}
- {\displaystyle \lim _{n\to \infty }(a_{n}b_{n})=\lim _{n\to \infty }a_{n}\lim _{n\to \infty }b_{n}}
- {\displaystyle \lim _{n\to \infty }{\frac {a_{n}}{b_{n}}}={\frac {\lim \limits _{n\to \infty }a_{n}}{\lim \limits _{n\to \infty }b_{n}}},} ただし {\displaystyle \lim _{n\to \infty }b_{n}\neq 0} のとき。
- {\displaystyle \lim _{n\to \infty }{a_{n}}^{p}=\left[\lim _{n\to \infty }a_{n}\right]^{p}}
- ある N よりも大きい全ての n について an ≤ bn ならば、{\displaystyle \lim _{n\to \infty }a_{n}\leq \lim _{n\to \infty }b_{n}}
- （はさみうちの原理）すべての n > N に対して an ≤ bn ≤ cn であり、かつ {\displaystyle \lim _{n\to \infty }a_{n}=\lim _{n\to \infty }c_{n}=L} であるならば、{\displaystyle \lim _{n\to \infty }b_{n}=L}
- 数列が有界かつ単調であれば、収束する。
- 数列が収束することと任意の部分列が収束することは同値である。

これらの性質は面倒な正式の定義を直接用いる必要なしに極限を証明するのに広く用いられる。ひとたび 1/n → 0 が証明されれば、上の性質を用いて、{\displaystyle {\frac {a}{b+{\frac {c}{n}}}}\to {\frac {a}{b}}}（ただし b ≠ 0）を示すのが容易になる。

### 無限大の極限
数列 (xn) が無限大に発散するとは、任意の K に対して、ある N が存在して、任意の n ≥ N に対して、xn > K となる、つまり数列の項がやがてどんな固定された K よりも大きくなることをいい、このとき xn → ∞ あるいは {\displaystyle \lim _{n\to \infty }x_{n}=\infty } と書く。同様に、xn → −∞ とは、すべての K に対して、ある N が存在して、任意の n ≥ N に対して、xn < K となることである。数列が無限大あるいは負の無限大に発散するとき、発散するという（しかし、発散数列は必ずしも正または負の無限大に発散するわけではない）。

## 距離空間

### 定義
距離空間 (X, d) の点 x が点列 (xn) の極限であるとは、任意の ε > 0 に対して、ある N が存在して、任意の n ≥ N に対して、d(xn, x) < ε となることをいう。これは X = R, d(x, y) = |x − y| のとき実数に対して与えられた定義と一致する。

### 性質
任意の連続関数 f に対して、xn → x のとき f(xn) → f(x) である。実は、関数 f が連続であることと点列の極限を保つことは同値である。
点列の極限は存在すれば一意である。なぜならば、相異なる点はある正の距離によって離れているため、この距離の半分よりも小さい ε に対して、点列の項は両方の点から距離 ε 以内にいることは出来ない。

## 位相空間

### 定義
位相空間 (X, τ) の点 x が点列 (xn) の極限であるとは、x の任意の近傍 U に対して、ある N が存在して、任意の n ≥ N に対して、xn ∈ U となることをいう。これは、(X, d) が距離空間で τ が d から生成される位相であるとき、距離空間に対して与えられた定義と一致する。
位相空間 X の点列 {\displaystyle \left(x_{n}:n\in \mathbb {N} \right)} の極限は関数の極限の特別な場合である：定義域は拡大実数の相対位相による部分空間 N で、終域は X で、関数の引数 n は +∞ に向かう（この空間で +∞ は N の集積点である）。

### 性質
X がハウスドルフ空間ならば点列の極限は存在すれば一意である。これは一般の場合には必ずしも正しくないことに注意；特に、2点 x, y が位相的に識別不可能ならば、x に収束する任意の点列は y に収束しなければならない。

## コーシー列

コーシー列 (xn) のプロット、青で示されていて、縦軸が xn, 横軸が n. 視覚的に、列の項が n が増大するにつれて近くなっているから、列が極限点に収束しているように見えることが分かる。実数では任意のコーシー列はある極限に収束する。

コーシー列は、最初の項を十分たくさん無視すれば最終的に項が互いにいくらでも近くなるような列である。コーシー列の概念は距離空間の点列の研究において、特に、実解析において、重要である。実解析における1つのとりわけ重要な結果は、列の収束のコーシーの判定法である：実数列が収束することとそれがコーシー列であることは同値である。これは他の完備距離空間においても正しい。

## 超実数における定義
超実数を用いた極限の定義は添え字の「非常に大きい」値に対して対応する項が極限に「非常に近い」という直感を定式化する。より正確には、実数列 (xn) が L に収束するとは、任意の無限大超自然数 H に対して、項 xH が L に無限に近い、すなわち差 xH − L が無限小であることをいう。同じことだが、L は xH の標準部分である：
{\displaystyle L=\operatorname {st} (x_{H}).}
したがって、極限は
{\displaystyle \lim _{n\to \infty }x_{n}={\rm {st}}(x_{H})}
によって定義できる、ただし極限が存在するのは右辺が無限大 H の取り方に依らないとき、かつそのときに限る。

### 証明
1. ↑  証明：N = 1 と選ぶ。すべての n > N に対して、|xn − c| = 0 < ε である。
2. ↑  証明：{\displaystyle N=\left\lfloor {\tfrac {1}{\varepsilon }}\right\rfloor }（床関数）と選ぶ。すべての n > N に対して、|xn − 0| ≤ xN+1 = 1/(⌊1/ε⌋ + 1) < ε である。